# Shigehiro Irie
Shigehiro Irie   (入江 茂弘 Irie Shigehiro, Osaka, 28 de marzo de 1988) es un luchador profesional y artista marcial mixto japonés quien compite en el circuito independiente en Canadá, Estados Unidos, Japón y Reino Unido. También ha trabajado para las empresas como All Japan Pro Wrestling (AJPW), Big Japan Pro Wrestling (BJW), DDT Pro-Wrestling (DDT) y New Japan Pro-Wrestling (NJPW).

## Primeros años
Irie nació en Osaka. Comenzó su entrenamiento inicial de lucha profesional en 2002 a la edad de 15 años, entrenando junto a Atsushi Kotoge con Osaka Pro Wrestling. Irie finalmente decidió perseguir a MMA, compitiendo en una serie de peleas de aficionados, incluidas algunas en Pancrase. Irie reanudó el entrenamiento en 2007 con Dera Pro Wrestling en Nagoya e hizo su debut en abril de 2008 contra Shota Takanashi.

## Carrera

### DDT Pro-Wrestling (2008-2018)
A partir de mayo de 2008, Irie comenzó a aparecer esporádicamente para DDT Pro-Wrestling (DDT), principalmente haciendo equipo con otros novatos contra luchadores establecidos. En agosto de 2010, Irie derrotó a Soma Takao para ganar un torneo especial de un día. El propietario del DDT, Sanshiro Takagi, se hizo fanático de Irie después de verlo competir y como resultado le ofreció más reservas regulares con DDT.
En representación de DDT, Irie debutó para New Japan Pro-Wrestling (NJPW) en 2011, haciendo equipo con su compañero novato de DDT Keisuke Ishii en una derrota ante Tomoaki Honma de NJPW y el freelance Tsuyoshi Kikuchi. Irie comenzó a lograr más éxito en 2011, comenzando el 21 de mayo cuando derrotó al veterano de DDT Kota Ibushi, eliminándolo del torneo King of DDT de 2011. Al mes siguiente, Irie formó un equipo con Munenori Sawa, y el dúo derrotó a Gentaro y Yasu Urano para ganar el Campeonato en Parejas de KO-D, pero perdió los títulos pocos días después ante Kenny Omega y Michael Nakazawa. Irie participó en un conteo de caídas en cualquier lugar el mes siguiente, uniéndose a Takagi y SeXXXy Eddy en una derrota ante Omega, Ibushi y Nakazawa. El 10 de octubre, Irie capturó nuevamente el Campeonato en Parejas de KO-D, esta vez haciendo equipo con Keisuke Ishii para derrotar a Makoto Oishi y Danshoku Dino. Dejaron el campeonato a Urano y Yuji Hino el 31 de diciembre y los desafiaron sin éxito en una revancha el 11 de febrero.
El 1 de abril de 2012, Irie desafió sin éxito al competidor de All Japan Pro Wrestling (AJPW) Kenny Omega por el Campeonato Mundial Junior de Peso Pesado de AJPW. El 4 de mayo en un evento de Union Pro Wrestling, Irie se unió a Shuji Ishikawa para ganar el Campeonato en Parejas de BJW, derrotando a Shinobu y Yoshihito Sasaki. Dejaron caer los títulos a Shinobu y Yuji Okabayashi el 15 de julio. Irie e Ishii se unieron con Soma Takao como Team Dream Futures para ingresar al torneo para el vacante Campeonato en Parejas 6 Man de KO-D y capturaron los títulos al derrotar a Oishi, Akito y Takagi en la final el 12 de enero. El trío perdió el campeonato a Monster Army (Yuji Hino, Antonio Honda y Daisuke Sasaki) el 27 de enero. Irie ganó el derecho de competir por el Campeonato de Peso Abierto KO-D el 24 de febrero y derrotó a Kenny Omega el 20 de marzo para ganar el campeonato por primera vez. Perdió el campeonato ante Harashima el 18 de agosto. El 26 de enero de 2014, Irie desafió sin éxito a Harashima en una revancha por el campeonato. Irie, Ishii y Soma Takao capturaron con éxito el Campeonato en Parejas 6 Man de KO-D una vez más en febrero de 2014, derrotando a Aja Kong, Danshoku Dino y Makoto Oishi, pero los dejaron en manos de Ibushi, Omega y Sasaki en abril.

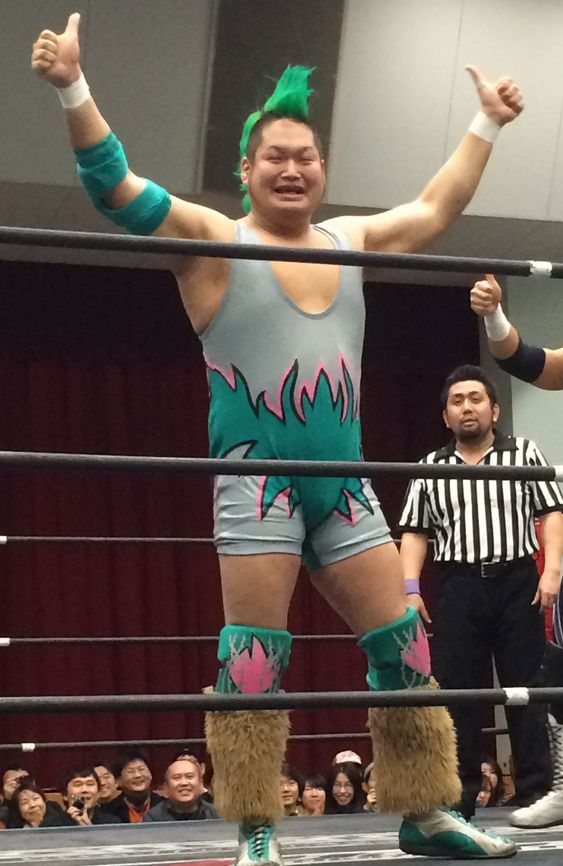
Irie en 2015.

En abril de 2018, Irie derrotó a Konosuke Takeshita para convertirse una vez más en Campeón Peso Abierto de KO-D. Irie perdería el campeonato ante Sami Callihan el 1 de agosto de 2018. El 25 de septiembre de 2018, Irie anunció su salida del DDT.

### Circuito independiente (2016-presente)
Irie debutó en los Estados Unidos el 24 de julio para GALLI Lucha Libre (GALLI), desafiando sin éxito a Marshe Rockett por el Campeonato Peso Pesado Junior de GALLI. Irie nuevamente compitió por GALLI el 29 de julio, haciendo equipo con Gringo Loco y Skayde Jr. para derrotar a Zema Ion, GPA y Matt Knicks. Irie debutó para Independent Wrestling Association Mid-South (IWA Mid-South) el 4 de agosto, perdiendo ante Reed Bentley. Dos días después debutó para Hoosier Pro Wrestling (HPW), derrotando a JKO.
Irie hizo su debut en el Reino Unido en Progress Wrestling, desafiando a WALTER en el Chapter 81 por el Campeonato Mundial de Progress. En 2019, también desafió a Zack Sabre Jr. por el Campeonato Británico de Peso Pesado en Revolution Pro Wrestling, y Lionheart por el Campeonato Mundial Peso Pesado de la ICW en Insane Championship Wrestling.

## Campeonatos y logros
- Active Advance Pro Wrestling

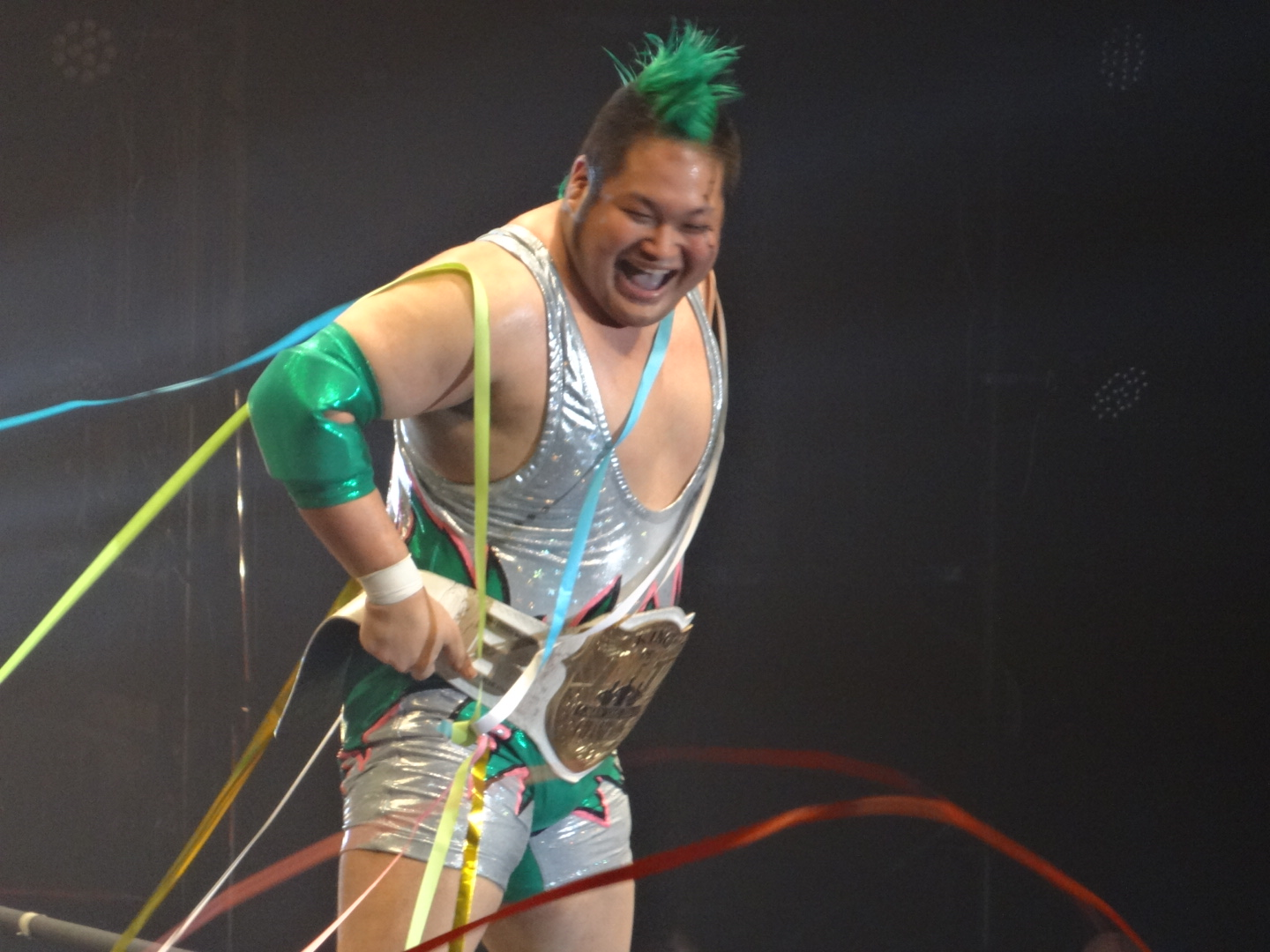
Irie como un tercio de los Campeones en Parejas de 6 Hombres de KO-D en 2014

  - 2AW Tag Team Championship (1 vez) – con The Andrew "King" Takuma[21]

- All Japan Pro Wrestling
  - Gaora TV Championship (1 vez)
  - All Asia Tag Team Championship (1 vez) - con Keisuke Ishii

- Big Japan Pro Wrestling
  - BJW Tag Team Championship (1 vez) - con Shuji Ishikawa
  - Saikyo Tag League (2019) – con Yuji Okabayashi.[22]

- DDT Pro-Wrestling
  - KO-D Openweight Championship (3 veces)
  - Ironman Heavymetalweight Championship (2 veces)[23]
  - KO-D 6-Man Tag Team Championship (6 veces) - con Keisuke Ishii & Soma Takao (6)
  - KO-D Tag Team Championship (3 veces) - con Munenori Sawa (1), Keisuke Ishii (1) y Kazusada Higuchi (1)[24]

- Midwest Independent Association of Wrestling
  - MIAW Heavyweight Championship (2 veces)[25]

- Oriental Wrestling Entertainment
  - OWE Openweight Championship (1 vez)[24]

- Wrestle-1
  - Wrestle-1 Tag League (2019) – con T-Hawk

- Southside Wrestling Entertainment
  - SWE World Heavyweight Championship (1 vez)[26]

- Westside Xtreme Wrestling
  - Ambition 10 (2019)
  - wXw Unified World Wrestling Championship (1 vez)[27]

- Pro Wrestling Illustrated
  - Situado en el Nº434 en los PWI 500 de 2018[28]
  - Situado en el Nº283 en los PWI 500 de 2022[29]